# Henrik Andersen
Henrik Andersen (ur. 7 maja 1965 w Kopenhadze) – duński piłkarz, grający na pozycji środkowego obrońcy.

## Kariera
Zawodową karierę rozpoczął w klubie z rodzinnego miasta, Fremad Amager, gdzie zaliczył debiut w kadrze seniorskiej już w wieku 16 lat. W 1982 roku przeniósł się do Belgii, aby grać w RSC Anderlecht.
8-letni pobyt w klubie Henrik wspomina bardzo dobrze, gdyż już w pierwszym sezonie od jego przybycia sięgnął po Puchar UEFA, gdzie w finale Fiołki ograły SL Benfica. Poza tym zdobył trzy mistrzostwa Eerste Klasse i dwa Puchary Kraju.
W maju 1985 zadebiutował w reprezentacji Danii prowadzonej w owym czasie przez Seppa Piontka, został także powołany na mundial w Meksyku, gdzie zagrał w trzech ostatnich meczach przed wyeliminowaniem Duńczyków. Na EURO 1988 nie pojechał z powodu kontuzji.
Jego następnym klubem w karierze został wicemistrz Niemiec, 1. FC Koln. W 1991 jego drużyna przegrała mecz finałowy Pucharu Kraju z Werderem Brema, rok później duński piłkarz został zaś powołany na Mistrzostwa Europy, przez menedżera Richarda Møllera Nielsena. Mimo tego, że Duńczycy triumfowali w imprezie, to dla niego turniej zakończył się fatalnie, bowiem doznał kontuzji rzepki, po zderzeniu się z Marco van Bastenem w półfinale, przeciwko Holandii.
Po 11 miesiącach rehabilitacji powrócił do gry w Kolonii, jednak szybko nabawił się kolejnej kontuzji – tym razem zerwania więzadeł kolanowych i do gry powrócił w lutym 1994. Ostatni występ w kadrze zaliczył w sierpniu 1994, jego licznik gier zatrzymał się na liczbie 30. Strzelił 2 bramki.
Problemy z kontuzjami trapiły go aż do sezonu 1996/1997, kiedy w końcu będąc w pełni zdrowym zaliczył 28 występów w barwach pierwszej drużyny. Szczęście jednak trwało krótko, bowiem już pod koniec następnego sezonu nabawił się kolejnego poważnego urazu i postanowił zakończyć swoją karierę. Obecnie pracuje jako agent piłkarski.